# Östra Långsjön
Östra Långsjön är en bebyggelse vid östra stranden av Långsjön i Sundsvalls kommun. Från 2023 avgränsare SCB här en småort.